# ایوا لو گالین
ایوا لو گالین (انگلیسی: Eva Le Gallienne؛ ۱۱ ژانویهٔ ۱۸۹۹ – ۳ ژوئن ۱۹۹۱) هنرپیشه اهل بریتانیا بود. از فیلم‌هایی که وی در آن نقش داشته است، می‌توان به رستاخیز اشاره کرد.

## زندگی شخصی
وی دختر ریچارد لو گالین شاعر و مترجم آثار خیام و جولی نورگارد روزنامه نگار دانمارکی بود. همچنین او دگر باش بود و تلاشی برای مخفی کردن این قضیه نمی‌کرد.